# 이재원 (축구 선수)
이재원(1983년 3월 4일 ~ )은 대한민국의 축구 선수로, 포지션은 수비수이다. 2012년 이성민에서 이재원으로 개명했다.

## 선수 경력
- 2006년 ~ 2007년  울산 현대
- 2008년 ~ 2010년  칭다오 중넝
- 2010년 ~ 2012년  고양 KB국민은행
- 2013년 ~ 2014년  울산 현대미포조선 돌고래
- 2014년  울산 현대
- 2015년 ~ 2016년  포항 스틸러스
- 2017년  부천 FC 1995